# Fiordo de Mariager
El fiordo de Mariager (en danés: Mariager Fjord) es un profundo fiordo localizado en la costa oriental de la península de Jutlandia, con 35 km, el más largo de Dinamarca. No obstante, el Isefjord es casi tan largo como el fiordo de Mariager; el Limfjord es mucho más largo, pero de hecho es un estrecho, y no un fiordo.

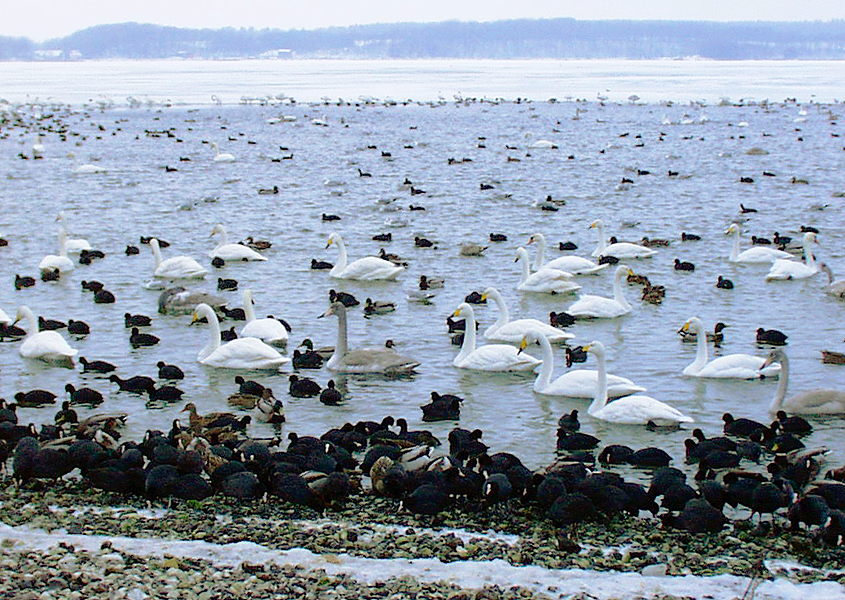
El fiordo de Mariager es el hábitat de invierno de muchas aves

El fiordo de Mariager entra en la península de Jutlandia desde el Kattegat y acaba en la ciudad de Hobro; otras ciudades importantes a lo largo del fiordo son Hadsund y Mariager del que el fiordo toma su nombre. El fiordo de Mariager constituye la mayor parte del límite meridional de la región tradicional de Himmerland.
La anchura del fiordo de Mariager varía de 4½ km a 250 metros y su superficie es de alrededor de 47 km². La profundidad es de hasta 30 metros. Como resultado de la reforma municipal de 2007, se creó el nuevo municipio de Mariagerfjord alrededor del fiordo de Mariager por fusión de cuatro municipios precedentes.
El 2 de septiembre de 1977 el fiordo, junto con el fiordo de Randers y el mar adyacente, fue declarado Sitio Ramsar (n.º ref. 150).